# Xestocephalus subtessellatus
Xestocephalus subtessellatus är en insektsart som beskrevs av Rauno E. Linnavuori 1959. Xestocephalus subtessellatus ingår i släktet Xestocephalus och familjen dvärgstritar. Inga underarter finns listade i Catalogue of Life.